# Nguyễn Đăng
Nguyễn Đăng (1577-?) là đại thần nhà Lê trung hưng trong lịch sử Việt Nam.

## Sự nghiệp
Nguyễn Đăng người làng Đại Toán, huyện Quế Dương, nay là thị xã Quế Võ, tỉnh Bắc Ninh.
Ông có học vấn sâu xa, sở trường về thơ Đường luật và phú tám vần. Mỗi bài ông soạn ra đều được mọi người truyền tụng cho là bài mẫu, đến nỗi mang tiền đến xin mua văn của ông.
Nguyễn Đăng đi thi Hương, đỗ Giải nguyên. Năm 1602 đời Lê Kính Tông, ông đỗ Hội nguyên. Cả bốn kỳ thi ông đều đứng đầu hạng ưu; sau đó vào thi Đình, ông đỗ Hoàng giáp đình nguyên, ứng chế đỗ thứ nhất.
Văn chương của Nguyễn Đăng hơn các đồng nghiệp, được triều đình tôn trọng.
Năm 1603, Nguyễn Đăng cùng Nguyễn Đình Chính và Nguyễn Đường Xuyên đi sứ nhà Minh. Dọc đường, ông ngâm vịnh thơ cùng các quan lại Trung Quốc và sứ giả Triều Tiên, có nhiều câu hay. Khi đi qua Phi Lai, ông làm bài phú 8 vần, được mọi người truyền tụng. Sách Lịch triều hiến chương loại chí của Phan Huy Chú có chép lại bài phú này.
Khi đi sứ về, ông được thăng làm Hữu bộ thị lang Bộ Hộ, tước Phúc Nham hầu.
Ít lâu sau ông qua đời không rõ năm nào, được phong làm phúc thần ở xã Hán Đà, trước là Huyện Quế Dương, Tỉnh Bắc Ninh. Nay là Huyện Quế Võ, Tỉnh Bắc Ninh